# Essercizi per gravicembalo
Gli Essercizi per gravicembalo sono una raccolta di trenta sonate per clavicembalo, composte da Domenico Scarlatti.
La raccolta fu pubblicata presumibilmente a Londra tra il 21 aprile 1738, quando Scarlatti venne insignito del Cavalierato dell'Ordine di San Giacomo citato nel frontespizio degli Essercizi e il 31 gennaio del 1739, quando apparve la riedizione degli Essercizi curata da Thomas Roseingrave e dedicata dall'artista al Re del Portogallo. Questi "esercizi" sono le uniche fra le sue 555 sonate pubblicate con la sua partecipazione, mentre il resto delle sue opere furono stampate lontano da lui o dopo la sua morte.
Insieme a tutta la produzione clavicembalistica di Domenico Scarlatti le sonate qui raccolte hanno dato un contributo tecnico innovativo e spunti di ispirazione a tutti i compositori del suo tempo e ai posteri. Le principali novità delle sue opere consistono negli arpeggi, note ribattute, mani incrociate, doppie terze e doppie seste, ottave percosse e spezzate, caratteristiche che le rendono ancora oggi un passaggio tecnico essenziale per gli studenti di strumenti a tastiera.
Qui sotto sono riportate le sonate contenute nella raccolta secondo la classificazione numerica operata da Kirkpatrick, Longo, Fadini.

## Prefazione
Il compositore scrisse la seguente prefazione ai suoi Essercizi:
Non aspettarti, o dilettante o professore che tu sia, in questi componimenti il profondo intendimento, ma bensì lo scherzo ingegnoso dell'arte, per addestrarti alla franchezza sul gravicembalo. Né viste d'interesse, né mire d'ambizione, ma ubbidienza mossemi a pubblicarli. Forse ti saranno aggradevoli, e più allora ubidirò ad altri comandi, di compiacerti in più facile e variato stile: mostrati dunque più umano, che critico: e sì accrescerai le proprie dilettazioni. Per accennarti la disposizione delle mani, avvisoti che dalla D viene indicata la dritta e dalla M la manca. Vivi felice. 

## Brani
- Sonata I RE minore. Allegro 				K 1	L 366	F 517
- Sonata II SOL maggiore. Presto 			K 2	L 388	F 518
- Sonata III LA minore. Presto 				K 3	L 378	F 519
- Sonata IV SOL minore. Allegro 			        K 4	L 390	F 520
- Sonata V RE minore. Allegro 				K 5	L 367	F 521
- Sonata VI FA maggiore. Allegro 			K 6	L 479	F 522
- Sonata VII LA minore. Presto 				K 7	L 379	F 523
- Sonata VIII SOL minore. Allegro 			K 8	L 488	F 524
- Sonata IX RE minore. Allegro 				K 9	L 413	F 525
- Sonata X RE minore. Presto				K 10	L 370	F 526
- Sonata XI DO minore 					K 11	L 352	F 527
- Sonata XII SOL minore. Presto 				K 12	L 489	F 528
- Sonata XIII SOL maggiore. Presto 			K 13	L 486	F 529
- Sonata XIV SOL maggiore. Presto 			K 14	L 387	F 530
- Sonata XV MI minore. Allegro 				K 15	L 374	F 531
- Sonata XVI Sib maggiore. Presto 			K 16	L 397	F 532
- Sonata XVII FA maggiore. Presto 			K 17	L 384	F 533
- Sonata XVIII RE minore. Presto 			K 18	L 416	F 534
- Sonata XIX FA minore. Allegro 				K 19	L 383	F 535
- Sonata XX MI maggiore. Presto 			        K 20	L 375	F 536
- Sonata XXI RE maggiore. Allegro 			K 21	L 363	F 537
- Sonata XXII DO minore. Allegro 			K 22	L 360	F 538
- Sonata XXIII RE maggiore, Allegro 			K 23	L 411	F 539
- Sonata XXIV LA maggiore, Presto 			K 24	L 495	F 540
- Sonata XXV FA diesis minore, Allegro 		        K 25	L 481	F 541
- Sonata XXVI LA maggiore, Presto 			K 26	L 368	F 542
- Sonata XXVII SI minore, Allegro 			K 27	L 449	F 543
- Sonata XXVIII MI maggiore, Presto 			K 28	L 373	F 544
- Sonata XXIX RE maggiore, Presto 			K 29	L 461	F 545
- Sonata XXX SOL minore, Moderato			K 30	L 373	F 546

K- Kirkpatrick
L- Longo
F- Fadini
- Kk. 1 — Sonata in RE minore, Allegro
- Kk. 2 — Sonata in SOL maggiore, Presto
- Kk. 3 — Sonata in LA minore, Presto
- Kk. 4 — Sonata in SOL minore, Allegro
- Kk. 5 — Sonata in RE minore, Allegro
- Kk. 6 — Sonata in FA maggiore, Allegro
- Kk. 7 — Sonata in LA minore, Presto
- Kk. 8 — Sonata in SOL minore, Allegro
- Kk. 9 — Sonata in RE minore, Allegro
- Kk. 10 — Sonata in RE minore, Presto
- Kk. 11 — Sonata in DO minore
- Kk. 12 — Sonata in SOL minor, Presto
- Kk. 13 — Sonata in SOL maggiore, Presto
- Kk. 14 — Sonata in SOL maggiore, Presto
- Kk. 15 — Sonata in MI minore, Allegro
- Kk. 16 — Sonata in SI bemolle maggiore, Presto
- Kk. 17 — Sonata in FA maggiore, Presto
- Kk. 18 — Sonata in RE minore, Presto
- Kk. 19 — Sonata in FA minore, Allegro
- Kk. 20 — Sonata in MI maggiore, Presto
- Kk. 21 — Sonata in RE maggiore, Allegro
- Kk. 22 — Sonata in DO minore, Allegro
- Kk. 23 — Sonata in RE maggiore, Allegro
- Kk. 24 — Sonata in LA maggiore, Presto
- Kk. 25 — Sonata in FA diesis minore, Allegro
- Kk. 26 — Sonata in LA maggiore, Presto
- Kk. 27 — Sonata in SI minore, Allegro
- Kk. 28 — Sonata in MI maggiore, Presto
- Kk. 29 — Sonata in RE maggiore, Presto
- Kk. 30 — Sonata in SOL minore, Moderato